# Maison d'Ursel
 (janvier 2021).
La maison d'Ursel [dyʁs], anciennement Schetz, est une famille contemporaine de la noblesse belge, issue d'une famille bourgeoise originaire de Thuringe. Venant de Smalkalde (Hesse), ceux-ci s'établirent à Hasselt et Maastricht dès le XVe siècle, et à Anvers au début du XVIe.

## Histoire

### Les Schetz
Le premier ancêtre connu est Gaspar Schetz, bourgeois de Schmalkalden, cité de 1450 à 1468. Il eut au moins un fils, Conrard Schetz, cité jusqu'au 4 juillet 1498, qui fut maître des monnaies du prince-évêque de Liège, et qui avait épousé Marie Crans, remariée en 1503 avec Jacques van Buele. Conrard Schetz eut un fils, Erasme Schetz (en), né vers 1480, et qui est le véritable fondateur de la branche brabançonne.
Erasmus II Schetz (en) (vers 1480-1550), acquit rapidement à Anvers une place prépondérante parmi les principaux marchands, négociants et patriciens de la ville. Ses activités les mieux connues sont le commerce de métaux, notamment les mines de La Calamine, et le sucre, qu'il faisait venir du Brésil où il avait acquis des terres dès 1540 (les restes de l'usine qu'il y avait créée constituent un site archéologique qui suscite un intérêt croissant). En relation avec la cour, il fut anobli en 1527. Il avait acheté en 1545 la seigneurie de Grobbendonk.
Son fils aîné, Gaspar Schetz (en) (1513-1580) fut à la fois un marchand de grande envergure et un officier du Roi. En 1560, il accéda à l'importante charge de trésorier général des Pays-Bas. Il joua aussi un rôle politique considérable dont il a d'ailleurs laissé le récit. Héritier de la seigneurie de Grobbendonk, il acheta de nombreuses terres, notamment celles de Wezemaal, Heyst et Hingene. De sa seconde femme, Catherine van Ursel († 1605), une des filles du bourgmestre d'Anvers Lancelot van Ursel, il eut notamment deux fils qui eurent postérité.
Le cadet, Antoine Schetz (1560-1640), eut une brillante carrière militaire. Gouverneur de Bois-le-Duc, il défendit cette citadelle du catholicisme jusqu'à ce qu'il en soit délogé par le prince Frédéric-Henri en 1629. Il prit sa revanche quelques années plus tard, en 1635, en défendant victorieusement Louvain assiégée par les armées franco-bataves. Le roi érigea sa terre de Grobbendonk en baronnie en 1602 et en comté en 1637. Sa lignée s'éteignit en 1726 et ses biens firent retour à la branche aînée.

### Les d'Ursel
Les d'Ursel descendent de Conrard Schetz (1553-1632), seigneur d'Hingene, créé baron d'Hoboken en 1600, Conrard Schetz fut conseiller et commis des finances et un temps ambassadeur résidant des archiducs à Londres. Adopté par une demi-sœur de sa mère, nommée Barbara van Ursel (fille de Lancelot II d'Ursel, 1499-1573, maire d' Anvers 1532-1570) et qui était maîtresse du béguinage d'Anvers, il en reprit le nom d'Ursel en 1617. Il avait épousé Françoise, la fille aînée du président du Conseil privé des archiducs de 1597 à 1609, Jean Richardot.
Son fils Conrard d'Ursel (1592-1659), qui acheta et agrandit le château de Hermalle-sous-Huy, fut élevé à la dignité de comte du Saint Empire en 1638 et son arrière-petit-fils Conrard-Albert (1665-1738) à celle de duc d'Hoboken en 1717.
Le premier duc d'Hoboken, mieux connu sous le nom de duc d'Ursel, termina une longue carrière militaire en revêtant celle de gouverneur du comté de Namur. Il avait épousé en 1713 la princesse Eléonore de Salm, fille d'une princesse de Bavière et apparentée à presque toutes les familles royales d'Europe. Il hérita les biens de la branche cadette de Grobbendonk et le vieux comte de Grobbendonk pouvait lui écrire quelques années auparavant : " Nos biens joints ensemble rendront notre famille une des plus puissantes de ce pays. "
Son fils Charles, 2e duc d'Ursel (1717-1775), lieutenant feld-maréchal au service de Marie-Thérèse, gouverneur militaire de Bruxelles, chevalier de la Toison d'or, épousa la princesse Eléonore de Lobkowicz. Une de ses filles, Henriette d'Ursel, épousa le célèbre maréchal Ferraris qui présida à la confection de la carte qui porte son nom.
Son fils Wolfgang-Guillaume, 3e duc d'Ursel (1750-1804), général major, époux de la princesse Flore d'Arenberg, joua un rôle considérable mais éphémère dans les troubles de la fin du siècle, connus sous le nom de Révolution brabançonne.
La Révolution française, jointe à l'endettement continu de sa Maison au cours du XVIIIe siècle, ébranlèrent sérieusement sa fortune et c'est une situation délicate qu'il transmit à son fils Charles-Joseph, 4e Duc d'Ursel (1777-1860).
Celui-ci, décrit comme un homme « agréable à tous les partis (...), homme d'esprit, de sentiments modérés qui jouit de la considération la mieux méritée », fut bourgmestre de Bruxelles sous Napoléon, ministre et Grand Maître de la Maison de la Reine sous le roi Guillaume, et enfin sénateur du nouveau royaume de Belgique. De sa femme Louise-Victoire-Marie-Josèphe-Françoise Ferrero-Fieschi, princesse de Masserano, il eut notamment trois fils dont descendent tous les d'Ursel actuellement vivants.

## Personnalités

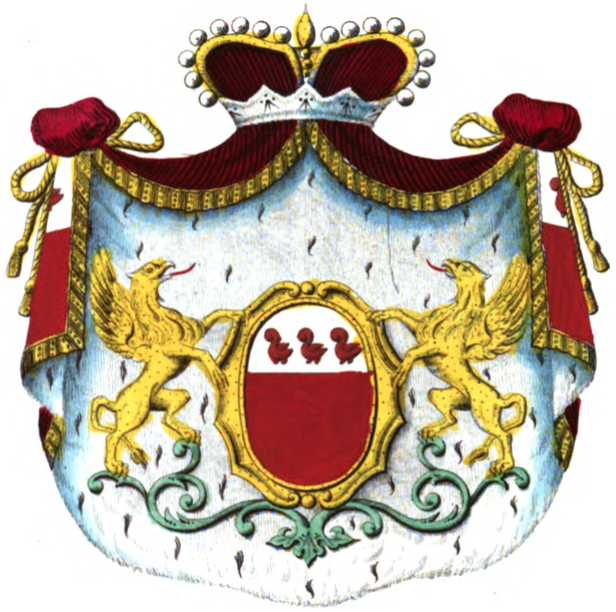
Armoiries.

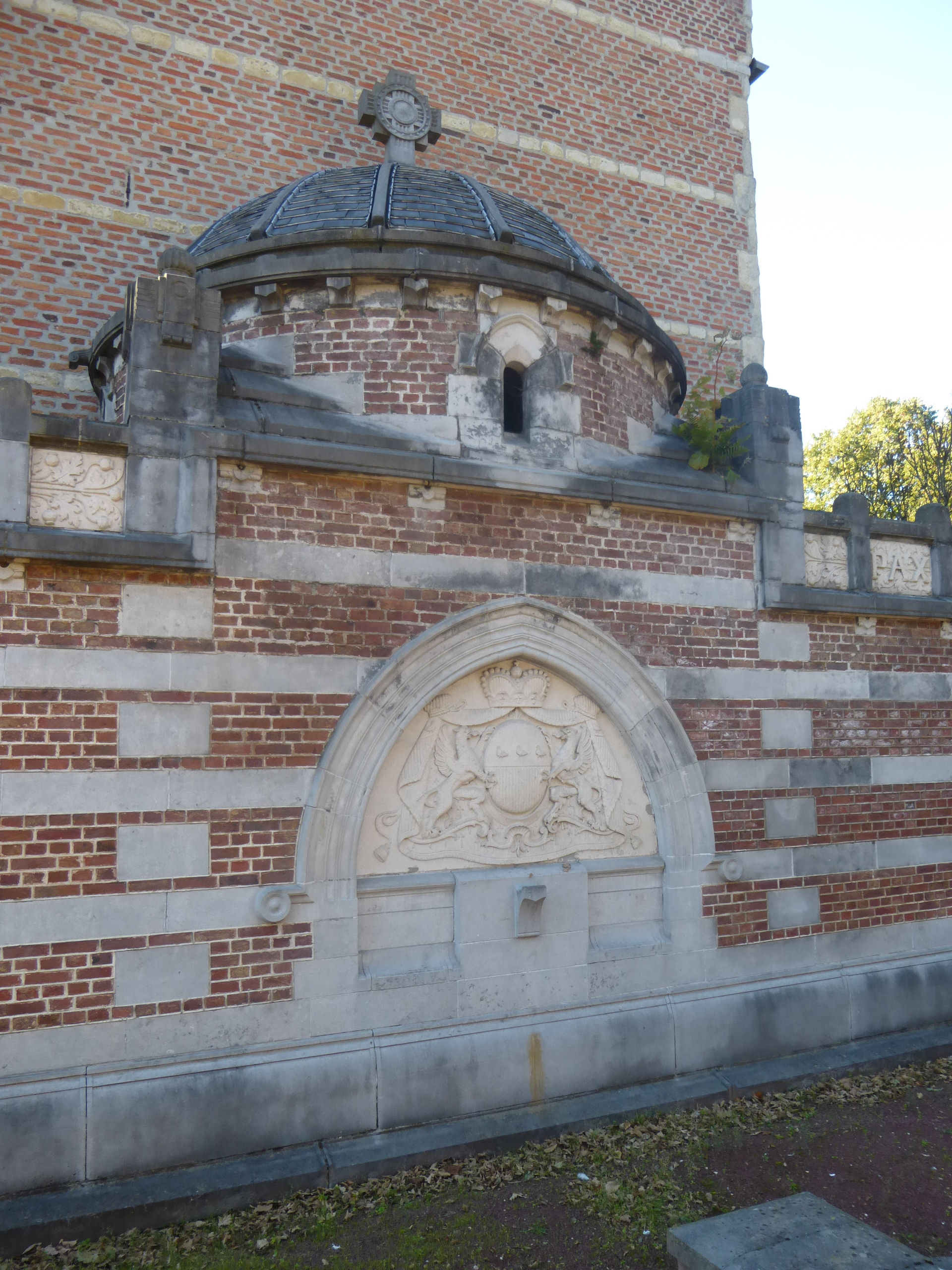
tombe, Hingene

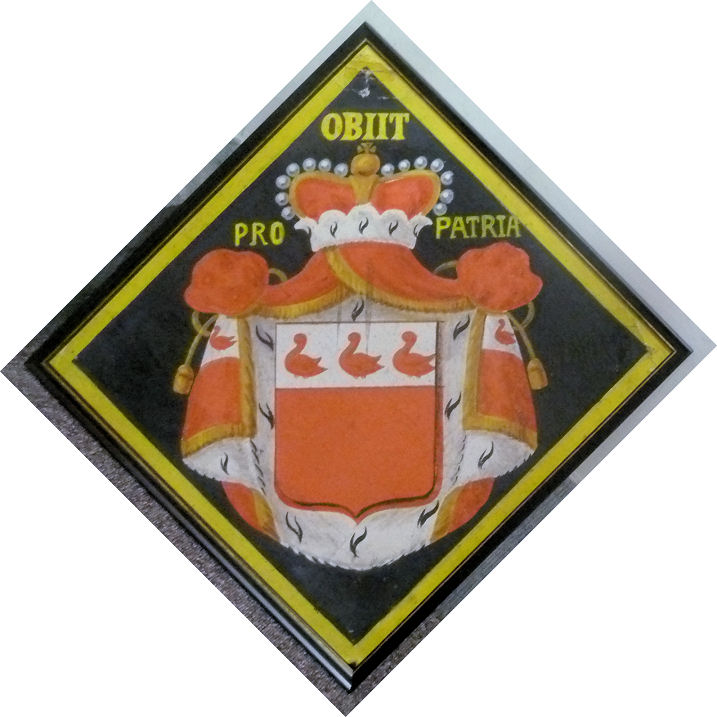
Obiit de Wolfgang d'Ursel

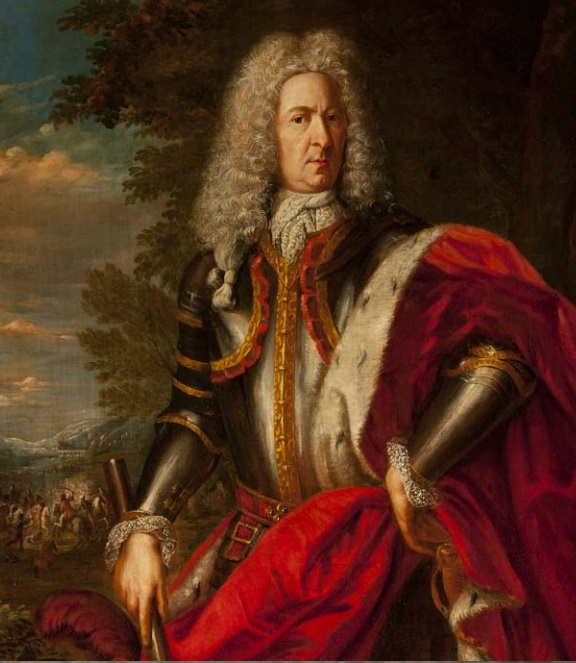
Conrard-Albert d'Ursel (1665–1738), 1er duc d'Ursel

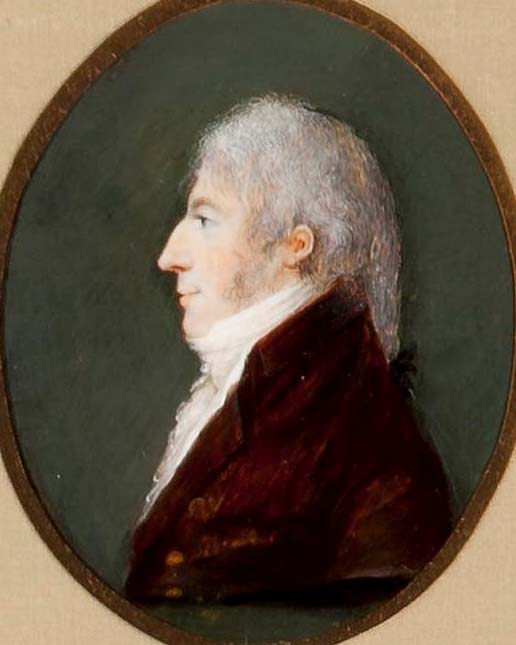
Charles-Joseph d'Ursel (1777–1860), 4e duc d'Ursel

- Érasme Schetz, banquier et correspondant d'Érasme.
- Lancelot II van Ursel (1499-1573) : bourgmestre d'Anvers, dont la fille Barbara adopta son propre neveu Conrard Schetz, et celui-ci en reprit le nom.

### Ducs d'Ursel
- Conrard-Albert d'Ursel (1665–1738), 1er duc d'Ursel en 1717, par le souverain des Pays-Bas.
- Charles d'Ursel (1717–1775), 2e duc d'Ursel
- Wolfgang d'Ursel (1750–1804), 3e duc d'Ursel
- Charles-Joseph d'Ursel (1777–1860), 4e duc d'Ursel
- Léon d'Ursel (1805–1878), 5e duc d'Ursel
- Joseph d'Ursel (1848–1903), 6e duc d’Ursel
- Robert d'Ursel (1873–1955), 7e duc d'Ursel
- Henri d'Ursel (1900–1974), 8e duc d’Ursel, cinéaste
- Antonin d'Ursel (1925-1989), 9e duc d’Ursel
- Stephane d'Ursel (1971), 10e duc d’Ursel.

### Autres membres
- Isabelle de Grobbendonck
- Antoine II Schetz
- Ignace Schetz de Grobbendonk
- Conrad Schetz de Grobbendonck
- Ludovic d'Ursel
- Hippolyte d'Ursel
- Anne Charlotte d'Ursel, députée de la Région de Bruxelles-Capitale
- Philippe-Albert d'Ursel, comte de Milan
- Barbara d'Ursel, députée de la région de Bruxelles-Capitale.
- Ariane de Lobkowicz-d'Ursel, fille de la précédente et députée de la région de Bruxelles-Capitale.
- Thibault d’Ursel, duc du Saleve
- Louise d'Ursel, Dame d'honneur de la comtesse de Flandre, et de la Reine Elisabeth, directrice d'hôpitaux dans les tranchées de 14/18, fondatrice de l'œuvre NOTRE ABRI...prisonnière politique en 40/45, épouse du vicomte d'Hennezel.
- Jacques d'Ursel, aviateur, héros de guerre durant la bataille d'Angleterre.
- Antoine d'Ursel, résistant (chef du réseau Comète).
- François d'Ursel, résistant et prisonnier politique en 40/45.

## Demeures et châteaux
- Hôtel d'Ursel, rue du Marché au bois 28 à Bruxelles (1590-1960)[3].
- Château d'Ursel d'Hingene
- Château de Heks
- Château de Moulbaix (vendu en 2017)
- Château de Linterpoort, à Zemst
- Château du Moisnil, à Maizeret
- Château de Durbuy
- Château de Hermalle-sous-Huy
- Moulin de la Marquise